# Gunnarstorp
För andra betydelser, se Gunnarstorp (olika betydelser).
Gunnarstorp är en tätort i Bjuvs kommun i Skåne län. 

## Historik
Orten har växt upp runt en gruva som hade namnet schakt Gustaf Tornérhjelm. Denna gruva började sänkas 1910. 1913 började man bryta stenkol trots att schaktet då inte var helt klart. Brytning pågick mellan 1913 och 1946. Här var avståndet mellan flötserna omkring 6 meter och brytningen fick ske på två plan. Efter 1946 och fram till 1959 användes detta schakt endast för personal och materialtransporter. Landshövdingen och ägaren av Vrams Gunnarstorps slott, Gustaf Tornérhjelm (1854–1934), hade fått låna ut sitt namn till denna gruva.
Detta schakt hade underjordisk förbindelse med schakt Greve Strömfeldt (schakt III) i Bjuv och schakt Carl Cervin i Nyvång. Ortsystemen nådde ända ut under Vrams Gunnarstorps slott och man tog sig fram till brytningsställena genom att cykla under jord, där man för tillfället bröt.
Bebyggelsen var före 2015 av SCB avgränsad till en tätort. Vid 2015 års tätortsavgränsning hade bebyggelsen vuxit samman med Bjuvs tätort. 2018 bedömdes avstånden mellan byggnader så att detta område återigen avgränsades som en separat tätort.

## Befolkningsutveckling
| Befolkningsutvecklingen i Gunnarstorp 1960–2020   | Befolkningsutvecklingen i Gunnarstorp 1960–2020 | Befolkningsutvecklingen i Gunnarstorp 1960–2020 | Befolkningsutvecklingen i Gunnarstorp 1960–2020 | Befolkningsutvecklingen i Gunnarstorp 1960–2020 |
| ------------------------------------------------- | ----------------------------------------------- | ----------------------------------------------- | ----------------------------------------------- | ----------------------------------------------- |
|                                                   |                                                 |                                                 |                                                 |                                                 |
| År                                                |                                                 |                                                 | Folkmängd                                       | Areal (ha)                                      |
| 1960                                              | 1960                                            |                                                 | 618                                             |                                                 |
| 1965                                              | 1965                                            |                                                 | 557                                             |                                                 |
| 1970                                              | 1970                                            |                                                 | 476                                             |                                                 |
| 1975                                              | 1975                                            |                                                 | 417                                             |                                                 |
| 1980                                              | 1980                                            |                                                 | 398                                             |                                                 |
| 1990                                              | 1990                                            |                                                 | 376                                             | 47                                              |
| 1995                                              | 1995                                            |                                                 | 355                                             | 47                                              |
| 2000                                              | 2000                                            |                                                 | 359                                             | 47                                              |
| 2005                                              | 2005                                            |                                                 | 362                                             | 42                                              |
| 2010                                              | 2010                                            |                                                 | 401                                             | 42                                              |
| 2020                                              | 2020                                            |                                                 | 386                                             | 42                                              |
| Anm.: Sammanvuxen med Bjuv 2015. Åter tätort 2018 |                                                 |                                                 |                                                 |                                                 |

## Sport
Gunnarstorp har en fotbollsklubb, Gunnarstorps IF, vars lag under 1960-talet spelade i division 2. 
Idrottsplatsen heter Tornévallen. 1966 kvalade laget till allsvenskan. 2008 gick man ihop med Bjuvs IF och bildade Bjuvstorps FF.